# تپه جنه قلاع
تپه جنه قلاع مربوط به سده‌های ۵ تا ۷ ه.ق است و در شهرستان کمیجان، بخش میلاجرد، دهستان خسروبیگ، روستای فامرین واقع شده و این اثر در تاریخ ۲ مرداد ۱۳۸۷ با شمارهٔ ثبت ۲۳۱۱۸ به‌عنوان یکی از آثار ملی ایران به ثبت رسیده است.